# 扎瓦金齊 (伊賈斯拉夫區)
50°4′19″N 26°36′46″E / 50.07194°N 26.61278°E
扎瓦金齊（烏克蘭語：Завадинці），是烏克蘭西部的村莊，隸屬赫梅利尼茨基州的舍佩蒂夫卡區。該村始建於1500年，面積0.91平方公里，海拔高度242米，2001年人口261，人口密度每平方公里285.6人。